# Голицын, Николай Дмитриевич
Князь Никола́й Дми́триевич Голи́цын (31 марта (12 апреля) 1850 — 2 июля 1925) — государственный деятель Российской империи, последний председатель Совета министров империи (27 декабря 1916 [9 января 1917] — 27 февраля [12 марта] 1917).

## Детство, юность и начало служебной карьеры
Родился 31 марта (12 апреля) 1850 года в селе Поречье Можайского уезда Московской губернии. Происходил из княжеского рода Голицыных. Отец — отставной прапорщик князь Дмитрий Борисович Голицын (1803—1864), мать — София Николаевна Пущина (26.1.1827—26.7.1876), бывшая начальница Санкт-Петербургского Елизаветинского института, дочь Н. Н. Пущина.
Детство и юность князя прошли в имении его родителей — селах Владимирском и Лыткине Дорогобужского уезда Смоленской губернии. Воспитывался и получил образование в Александровском лицее, который окончил в 1871 году с чином коллежского секретаря и был определён на службу по Министерству внутренних дел, занимал различные должности в Царстве Польском.
1 июня 1873 года назначен исправляющим должность комиссара по крестьянским делам Кольненского уезда Ломжинской губернии, утвержден в этой должности 12 сентября 1874 года. 25 января 1874 года он получил чин титулярного советника, 27 июня 1875 г. ему был пожалован орден святого Станислава 3-й степени. С 25 января 1876 года — коллежский асессор. 26 августа 1876 года пожалован в камер-юнкеры. 25 января 1879 года произведен в надворные советники.

## Губернаторство
30 ноября 1879 года назначен архангельским вице-губернатором. «За отличную усердную службу» на этом посту получил чин коллежского советника (1881) и награждён орденом св. Анны 2 степени (1882).
С 14 июня 1884 года вице-директор Хозяйственного департамента Министерства внутренних дел. В этот период службы князь Голицын назначался от Министерства внутренних дел членом в различные рабочие министерские комиссии. В 1885 году награждён орденом св. Владимира 3 степени и произведен в статские советники.
19 декабря 1885 года назначен исправляющим должность архангельского губернатора, 30 августа 1887 года утвержден должности с производством в действительные статские советники.
13 июня 1893 года назначен калужским губернатором. За время пребывания в этой должности князь Голицын отмечен следующими наградами: орденом св. Анны I степени (1 января 1895 г.), серебряной медалью для ношения в петлице на Андреевской ленте в память священного коронования императора Николая II (15 февраля 1896 г.), пожалован чином тайного советника (14 мая 1896 г.), серебряной медалью на ленте ордена св. Александра Невского (26 февраля 1896 г.), темно-бронзовой медалью на ленте цветов государственного флага за труды по первой всеобщей переписи населения 1897 года (30 января 1897 г.).
7 ноября 1897 года назначен тверским губернатором.

## Сенатор

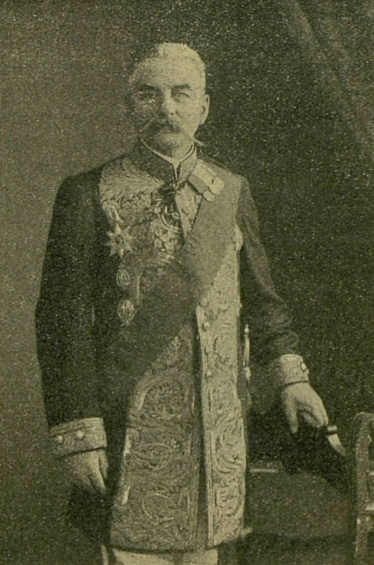

В 1903 году назначен сенатором, с 1904 года присутствовал в Первом департаменте Правительствующего Сената.
Май 1914 года — пожалован чином действительного тайного советника.
Май 1915 года — назначен председателем Комитета по оказанию помощи русским военнопленным во вражеских странах, состоящего под покровительством императрицы Александры Федоровны.
С 24 ноября 1915 года назначен членом Государственного совета, с 1 января 1916 года назначен к присутствованию в нём. Входил в правую группу.

## Председатель Совета министров
27 декабря 1916 года, по настойчивому требованию императрицы Александры Федоровны, был назначен председателем Совета министров. Камер-юнкер А. А. Татищев (1885—1947) в своих воспоминаниях писал: «В самом конце года был уволен Трепов. Преемником его был назначен князь Николай Дмитриевич Голицын, милейший человек, но не государственный деятель большого калибра. Он сам это сознавал и долго умолял Государя отменить его назначение, ссылаясь на свою неподготовленность для роли премьера. Но затем, как верноподданный, подчинился и вступил в исправление должности, в которой, однако, по существу, оставался бессильным».
В условиях нарастания политического и экономического кризисов выступал за диалог с Государственной думой, ходатайствовал перед императором Николаем II об отставке министра внутренних дел А. Д. Протопопова. Выступил против роспуска Думы. 27 февраля (12 марта) 1917 года вместе с М. В. Родзянко, великим князем Михаилом Александровичем и другими принимал участие в обсуждении телеграммы Николаю II (отправлена от имени великого князя), в которой сообщалось о серьёзности положения в Петрограде и необходимости назначения председателем Совета министров авторитетного общественного деятеля. С началом Февральской революции князь Голицын не проявил решительности в подавлении беспорядков.
В ходе революции 27 февраля (12 марта) функции правительства были приняты на себя Временным комитетом Государственной думы, а князь Голицын вместе с другими министрами арестован 28 февраля (13 марта) 1917 года. Давал показания Чрезвычайной следственной комиссии Временного правительства 21 апреля.

## Аресты и гибель
После захвата власти большевиками князь Голицын остался в России, зарабатывал на жизнь сапожным ремеслом и охраной общественных огородов.
Хотя политической деятельностью не занимался, в 1920—1924 годах дважды арестовывался органами ВЧК-ОГПУ по подозрению в связи с контрреволюционерами.
После третьего ареста (12 февраля 1925 г.) в связи с «Делом лицеистов» по постановлению Коллегии ОГПУ от 22 июня 1925 г. был расстрелян 2 июля 1925 года в Ленинграде.
В 2004 году материалы дела князя Голицына изучал отдел реабилитации жертв политических репрессий Генпрокуратуры Российской Федерации. В заключении сотрудника ВЧК, проводившего следствие, было записано, что Голицын освобождён от ареста, поскольку «находился в болезненном состоянии и имел преклонный возраст, в связи с чем опасности для РСФСР не представлял», то есть не по реабилитирующим основаниям. Специалисты прокуратуры пришли к выводу, что в материалах дела сведений о какой-либо противоправной деятельности Голицына не имеется и он подлежит реабилитации.

## Награды
- Орден Святого Станислава 3-й степени (27.06.1874)
- Орден Святой Анны 2-й степени (28.03.1882)
- Орден Святого Владимира 3-й степени (24.03.1885)
- Орден Святого Станислава 1-й степени (01.04.1890)
- Орден Святой Анны 1-й степени (01.01.1895)
- Орден Святого Владимира 2-й степени (01.04.1901)
- Орден Белого орла (01.01.1906)
- Орден Святого Александра Невского (07.01.1912)

## Память
В честь Н. Д. Голицына назван остров Голицына (Баренцево море, Новая Земля, остров обследован в 1889 году экипажем шхуны «Бакан», тогда же назван по фамилии архангельского губернатора Николая Дмитриевича Голицына).

## Семья
С 29 апреля 1881 года был женат на Евгении Шарлотте Грюнберг (1864—1934, Ницца). Их дети:
- Дмитрий (1882—1928), окончил Морской кадетский корпус (1902), капитан 2-го ранга. В эмиграции во Франции, умер в Ницце[7]. Первая жена Нина Владимировна Бокман (1885—1919, расстреляна), вторая — Френсис Симпсон Стиренс (1894—?).
- Николай (17.07.1883—1931), воспитанник Александровского лицея. Арестован НКВД, сослан на Соловки, расстрелян.
- Александр (31.10.1885—24.03.1974, Тулон), камер-юнкер, чиновник МВД. В эмиграции во Франции. С 4 февраля 1927 года был женат на княжне императорской крови Марине Петровне.
- Евгений (1888—1928), капитан лейб-гвардии 4-го стрелкового полка. В эмиграции во Франции, умер в Париже.
- Софья (1886—1891)
- Ольга (1891—1892)

## Сочинения
- Записка архангельского губернатора действительного статского советника князя Н. Д. Голицына по обозрению Печорского края летом 1887 года. — Архангельск, 1888.
- Доклад главноуполномоченного Российского общества Красного креста сенатора князя Н. Д. Голицына о поездке его в Оренбургскую, Уфимскую и Тобольскую губернии и Тургайскую область… Б. м., [1912].